# Myllyjärvi (Junosuando socken, Norrbotten)
Myllyjärvi är en sjö i Pajala kommun i Norrbotten och ingår i Torneälvens huvudavrinningsområde.